# Jan Ludvík Klemens

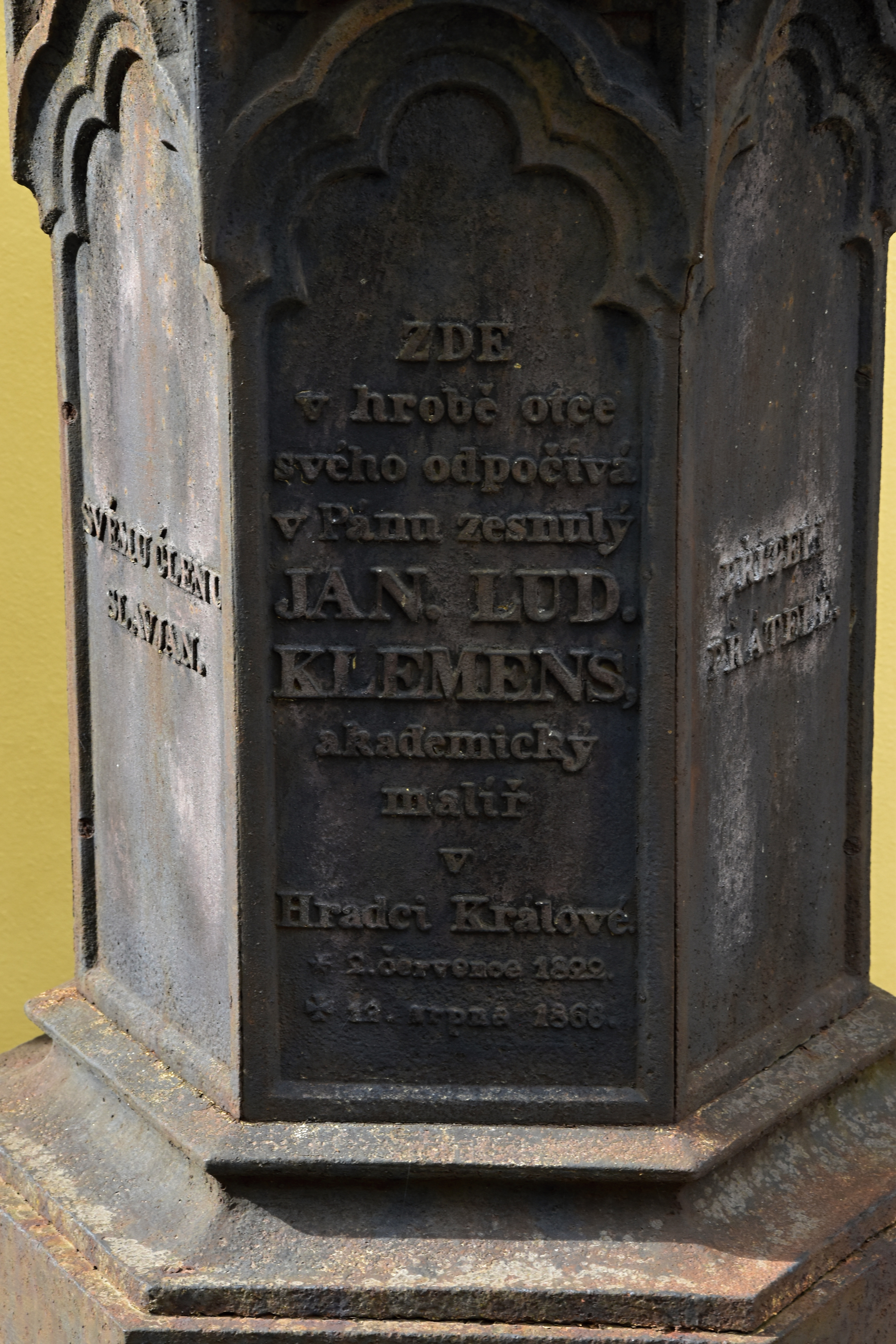
Detail hrobu

Jan Ludvík Klemens (9. července 1822 Hradec Králové – 12. srpna 1866 Hradec Králové) byl český malíř.

## Život a dílo

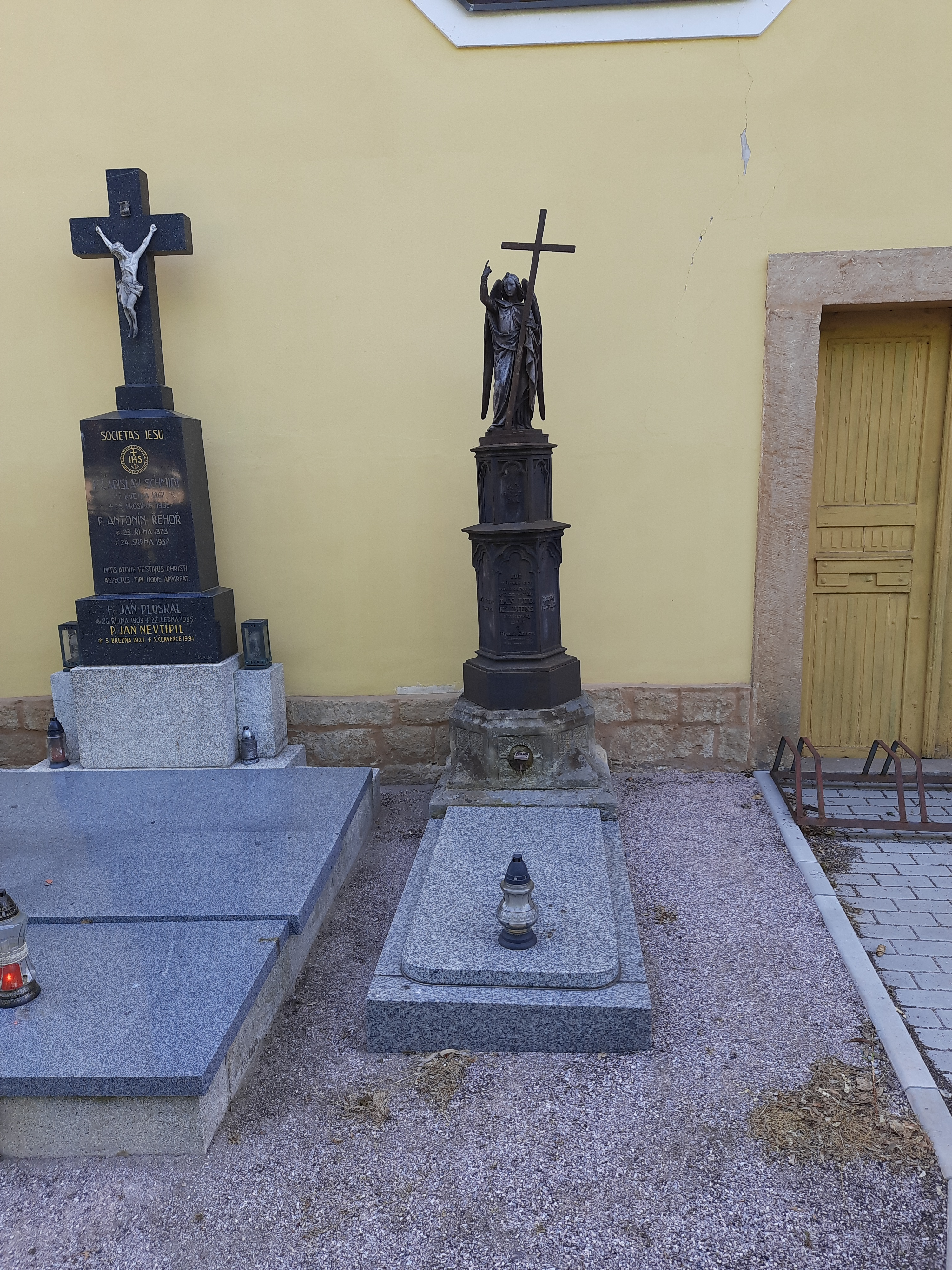
Hrob Jana Ludvíka Klemense na hřbitově v Pouchově

Studoval malířskou akademii ve Vídni. Během své profesní dráhy se věnoval zejména výzdobě kostelů na Královéhradecku.

### Dílo v Hradci Králové
V roce 1851 opatrně opravil (restauroval) obrazy v chrámu sv. Ducha. Kopie obrazu Seslání ducha svatého z chrámu svatého Ducha umístěná v kostele sv. Jana na Kopci sv. Jana byla později přesunuta do sbírek městského průmyslového muzea.
V kostele Nanebevzetí P. Marie na Velkém náměstí vymaloval křížovou cestu (věnována roku 1853 Konstancií Riedlovou) a obraz Matky Boží na oltáři sv. Aloise. V Hradci Králové také vytvořil nástěnné obrazy představující čtyři evangelisty v bývalé kapli školských sester v Rokitanského ulici a také dvě fresky v pivovaru. V roce 1862 navrhl/namaloval prapor Slavjana. Namaloval rovněž jeden křídlový obraz, dva votivní obrazy.
V rámci dnešního Hradce Králové namaloval oltářní obrazy sv. Jana Křtitele a Krista na kříži v Pouchově, Narození Kristova a sv. Josefa v Novém Hradci Králové. V kostele sv. Jana na Kopečku sv. Jana v Novém Hradci Králové restauroval/nově vymaloval obraz sv. Marka na kazatelně a také namaloval nový obraz na barokní postranní oltář sv. Vojtěcha z roku 1680.

### Dílo jinde na Královéhradecku
Namaloval oltářní obrazy sv. Filomeny v Třebechovicích pod Orebem, Srdce Ježíšova a Panny Marie v Opatovicích nad Labem či křížovou cestu v Cerekvici nad Bystřicí.
V kostele sv. Dionýsia v Chomuticích v roce 1864 vytvořil freskovou výzdobu kostela. Na klenbě jsou zachytil motivy Všech svatých a Ukřižování, na zdech pak Krista na hoře Olivetské, sv. Josefa a Annu.

### Závěr života
V srpnu 1866 v době prusko-rakouské války, která se Hradecka citelně dotkla, zešílel a spáchal sebevraždu. Skočil z okna druhého patra domu s hostincem U modré hvězdy na Velkém náměstí v Hradci Králové. Na následky těžkého zranění zemřel dne 12. srpna 1866. Pohřben byl na hřbitově v Pouchově, hned vedle zdi kostela sv. Pavla.